# 小部
小部（しょうぶ）は、漢字を部首により分類したグループの一つ。
康熙字典214部首では42番目に置かれる（3画の13番目）。

## 概要
「小」の字はちいさいの意。偏旁の符としては微小であることを示す。また「小」から派生し、少ない意味を表す「少」も偏旁となっている。
小部はこれらの意符を構成要素とする漢字および「小」を筆画に持つ漢字を収めている。
冠の位置にきた場合、2画目と3画目の向きが下に狭まる形（⺌）になることがある。「尚」の頭に使われることから「なおがしら」と呼ばれる。
UnicodeのCJK部首補助では、「⺍」の字形も小部の変形に準ずる扱いで収録されている。

## 部首の通称
- 日本：しょう、しょうがしら、なおがしら
- 韓国：작을소부（jageul so bu、ちいさい小部）
- 英米：Radical small

## 部首字
小
- 広韻 - 私兆切、小韻
- 詩韻 - 篠韻、上声
- 三十六字母 - 心母
- 日本語 - 音：ショウ（セウ）（漢音・呉音） 訓：ちいさい
- 中国語 - ピンイン：xiǎo 注音：ㄒㄧㄠˇ ウェード式：hsiao 3
- 朝鮮語 - 訓音：작을（jageul、ちいさい） 소(so)

## 例字
- 小・少・尓・尗・尖・当（當→田部）・尚（尙）・㡀・尞・尠